# Lexington (Michigan)
Pour les articles homonymes, voir Lexington.
Lexington est un village du comté de Sanilac, dans l'État du Michigan, aux États-Unis. En 2020, il comptait une population de 943 habitants.